# Windows Update
Windows Update este un serviciu Microsoft pentru familiile Windows 9x și Windows NT ale sistemului de operare Microsoft Windows, care automatizează descărcarea și instalarea actualizărilor software⁠(d) Microsoft Windows prin Internet. Serviciul furnizează actualizări software pentru Windows, precum și pentru diverse produse antivirus Microsoft, inclusiv Windows Defender și Microsoft Security Essentials. De la înființarea sa, Microsoft a introdus două extensii ale serviciului: Microsoft Update și Windows Update for Business. Prima extinde serviciul de bază pentru a include alte produse Microsoft, cum ar fi Microsoft Office și Microsoft Expression Studio. Cea de-a doua este disponibilă pentru edițiile business ale Windows 10 și permite amânarea actualizărilor sau primirea de actualizări numai după ce acestea au fost supuse unor teste riguroase.
Pe măsură ce serviciul a evoluat de-a lungul anilor, la fel s-a întâmplat și cu software-ul său client. Timp de un deceniu, principala componentă client a serviciului a fost aplicația web Windows Update, care putea fi rulată numai pe Internet Explorer. Începând cu Windows Vista, principala componentă client a devenit Windows Update Agent, o componentă integrantă a sistemului de operare.
Serviciul oferă mai multe tipuri de actualizări. Actualizările de securitate sau actualizările critice atenuează vulnerabilitățile și exploatările de securitate din Microsoft Windows. Actualizările cumulative sunt actualizări care grupează mai multe actualizări, atât actualizări noi, cât și actualizări lansate anterior. Actualizările cumulative au fost introduse odată cu Windows 10 și doar unele au fost retroportate în Windows 7 și Windows 8.1. Windows 11 24H2 a introdus, de asemenea, actualizări cumulative cu punct de control și actualizări cu Hotpatch capabil în nume, în care unele dintre actualizări nu mai necesită repornire.
Microsoft lansează actualizări de rutină în a doua zi de marți a fiecărei luni (cunoscute sub numele de actualizările Patch Tuesday⁠(d) B), dar le poate furniza ori de câte ori este nevoie urgentă de o nouă actualizare pentru a preveni o exploatare nou descoperită sau prevalentă, așa-numitele actualizări out-of-band. Administratorii de sistem pot configura Windows Update pentru a instala automat actualizările critice pentru Microsoft Windows, atât timp cât computerul are o conexiune la internet.
În Windows 10 și Windows 11, utilizarea Windows Update este obligatorie, cu toate acestea, acordul software prevede că utilizatorii pot înceta să mai primească actualizări pe dispozitivul lor deconectându-l de la internet.
De asemenea, există actualizări C și D, la care utilizatorii se înscriu atunci când fac clic pe butonul de actualizare.

## Clienți

### Aplicația web Windows Update
Windows Update a fost introdusă ca aplicație web odată cu lansarea Windows 98 și oferea teme de desktop suplimentare, jocuri, actualizări ale driverelor de dispozitiv și componente opționale precum NetMeeting⁠(d). Windows 95 și Windows NT 4.0 au primit retroactiv posibilitatea de a accesa site-ul Windows Update și de a descărca actualizări concepute pentru aceste sisteme de operare, începând cu lansarea Internet Explorer 4⁠(d). Obiectivul inițial al Windows Update a fost reprezentat de add-on-uri gratuite și tehnologii noi pentru Windows. Corecțiile de securitate pentru Outlook Express, Internet Explorer și alte programe au apărut ulterior, precum și accesul la versiunile beta ale viitoarelor programe Microsoft, de exemplu Internet Explorer 5⁠(d). În decembrie 1998, Windows 98 a fost distribuit cu ajutorul Windows Update pentru a rezolva Problema anului 2000. Microsoft a atribuit succesul de vânzări al Windows 98 în parte Windows Update.

Aplicația web Windows Update necesită Internet Explorer sau un navigator web terță parte care acceptă tehnologia ActiveX⁠(d). Cea mai veche versiune a aplicației web, versiunea 3, nu trimite nicio informație de identificare personală către Microsoft. În schimb, aplicația descarcă o listă completă a fiecărei actualizări disponibile și alege pe care să o descarce și să o instaleze. Dar lista a devenit atât de mare încât impactul procesării asupra performanței a devenit o preocupare. Arie Slob, care scria pentru newsletter-ul Windows-help.net în martie 2003, a observat că dimensiunea listei de actualizări depășise 400 KB, ceea ce a cauzat întârzieri de peste un minut pentru utilizatorii dial-up. Windows Update v4, lansat în 2001 împreună cu Windows XP, a schimbat această situație. Această versiune a aplicației face un inventar al hardware-ului sistemului și al software-ului Microsoft și le trimite către serviciu, descărcând astfel sarcina de procesare către serverele Microsoft.

### Critical Update Notification Utility
Critical Update Notification Utility (inițial Critical Update Notification Tool) is a este un proces de fundal⁠(d) care verifică site-ul web Windows Update în mod regulat pentru noi actualizări care au fost marcate ca „Critical”. A fost lansat la scurt timp după Windows 98.
În mod implicit, această verificare are loc la fiecare cinci minute, plus atunci când Internet Explorer pornește; cu toate acestea, utilizatorul ar putea configura următoarea verificare să aibă loc numai la anumite ore ale zilei sau în anumite zile ale săptămânii. Instrumentul solicită serverului Microsoft un fișier numit „cucif.cab”, care conține o listă a tuturor actualizărilor critice lansate pentru sistemul de operare. Instrumentul compară apoi această listă cu lista de actualizări instalate pe mașina sa și afișează o notificare privind disponibilitatea actualizărilor. Odată ce verificarea este executată, orice program personalizat definit de utilizator este revenit la cel implicit. Microsoft a declarat că astfel se asigură că utilizatorii primesc notificări privind actualizările critice în timp util.
O analiză efectuată de cercetătorul în domeniul securității H. D. Moore⁠(d) la începutul anului 1999 a criticat această abordare, descriind-o ca fiind „teribil de ineficientă” și susceptibilă la atacuri. Într-o postare pe BugTraq⁠(d), el a explicat că, „fiecare computer Windows 98 care dorește să primească o actualizare trebuie să se bazeze pe o singură gazdă pentru securitate. Dacă acel server ar fi compromis într-o zi sau dacă un atacator ar sparge din nou serverul DNS [Microsoft], milioane de utilizatori ar putea instala troieni în fiecare oră. Domeniul de aplicare al acestui atac este suficient de mare pentru a atrage spărgători care chiar știu ce fac..."
Microsoft a continuat să promoveze instrumentul pe parcursul anului 1999 și în prima jumătate a anului 2000. Versiunile inițiale ale Windows 2000 au fost livrate cu instrumentul. Instrumentul nu era compatibil cu Windows 95 și Windows NT 4.0.

### Actualizări automate
Actualizări automate (Automatic Updates) este succesorul utilitarului de notificare a actualizărilor critice. A fost lansat în 2000, împreună cu Windows Me. Suportă și Windows 2000 SP3.
Spre deosebire de predecesorul său, Automatic Updates poate descărca și instala actualizări. În loc de programul de cinci minute utilizat de predecesorul său, Automatic Updates verifică serverele Windows Update o dată pe zi. După instalarea Windows Me, un balon de notificare solicită utilizatorului să configureze clientul Automatic Updates. Utilizatorul poate alege din trei scheme de notificare: Să fie notificat înainte de descărcarea actualizării, să fie notificat înainte de instalarea actualizării sau ambele. Dacă noile actualizări sunt gata să fie instalate, utilizatorul le poate instala înainte de a opri computerul. O pictogramă de protecție va fi afișată pe butonul Închidere⁠(d) în acest timp.
Windows XP și Windows 2000 SP3 includ Background Intelligent Transfer Service⁠(d), un serviciu Windows pentru transferul de fișiere în fundal fără interacțiunea utilizatorului. Ca o componentă de sistem, acesta este capabil să monitorizeze utilizarea internetului de către utilizator și să își restrângă propria utilizare a lățimii de bandă pentru a prioritiza activitățile inițiate de utilizator. Clientul Automatic Updates pentru aceste sisteme de operare a fost actualizat pentru a utiliza acest serviciu de sistem.
Actualizările automate din Windows XP au dobândit notorietate pentru faptul că întrerupeau în mod repetat utilizatorul în timp ce lucra la computerul său. De fiecare dată când era instalată o actualizare care necesita o repornire, Automatic Updates solicita utilizatorului o casetă de dialog care îi permitea să repornească imediat sau să respingă caseta de dialog, care reapărea peste zece minute; un comportament pe care Jeff Atwood⁠(d) l-a descris ca fiind „poate cea mai cicălitoare casetă de dialog.”
În 2013, s-a observat că, la scurt timp după procesul de pornire⁠(d), Automatic Updates (wuauclt.exe) și Service Host (Svchost.exe⁠(d)) din Windows XP solicitau 100% din capacitatea CPU a unui computer pentru perioade lungi de timp (între zece minute și două ore), făcând inutilizabile computerele afectate. Potrivit lui Woody Leonhart de la InfoWorld⁠(d), primele rapoarte privind această problemă au putut fi văzute pe forumurile⁠(d) Microsoft TechNet⁠(d) la sfârșitul lunii mai 2013, deși Microsoft a primit primul număr mare de plângeri cu privire la această problemă în septembrie 2013. Cauza a fost un algoritm exponențial în evaluarea actualizărilor înlocuite, care a devenit mare în decursul deceniului care a urmat lansării Windows XP. Încercările Microsoft de a remedia problema în octombrie, noiembrie și decembrie s-au dovedit zadarnice, determinând escaladarea problemei la prioritate maximă.

### Windows Update Agent
Începând cu Windows Vista și Windows Server 2008, Windows Update Agent înlocuiește atât aplicația web Windows Update cât și clientul Automatic Updates. Este responsabil de descărcarea și instalarea actualizărilor software de la Windows Update, precum și de la serverele locale ale Windows Server Updates Services⁠(d) sau System Center Configuration Manager⁠(d). 
Windows Update Agent (Agentul Windows Update) poate fi gestionat printr-un applet al Panoului de Control, precum și prin Group Policy⁠(d), Microsoft Intune⁠(d) și Windows PowerShell. De asemenea, poate fi setat să descarce și să instaleze automat actualizări importante și recomandate. În versiunile anterioare ale Windows, astfel de actualizări erau disponibile numai prin intermediul site-ului web Windows Update. În plus, Windows Update din Windows Vista acceptă descărcarea Windows Ultimate Extras⁠(d), software opțional pentru Windows Vista Ultimate Edition.
Spre deosebire de actualizările automate din Windows XP, Windows Update Agent din Windows Vista și Windows 7 permite utilizatorului să amâne repornirea obligatorie (necesară pentru finalizarea procesului de actualizare) cu până la patru ore. Caseta de dialog revizuită care solicită repornirea apare sub alte ferestre, în loc să apară deasupra acestora. Cu toate acestea, conturile de utilizator standard au la dispoziție doar 15 minute pentru a răspunde la această casetă de dialog. Acest lucru a fost modificat odată cu Windows 8: Utilizatorii au la dispoziție 3 zile (72 de ore) înainte ca computerul să repornească automat după instalarea actualizărilor automate care necesită o repornire. De asemenea, Windows 8 consolidează solicitările de repornire pentru actualizările care nu sunt critice în doar una pe lună. În plus, ecranul de conectare îi notifică pe utilizatori cu privire la cerințele de repornire.
Windows Update Agent utilizează caracteristica Transactional NTFS⁠(d) introdusă cu Windows Vista pentru a aplica actualizări fișierelor de sistem Windows. Această caracteristică ajută Windows să se redreseze în cazul unei defecțiuni neașteptate, deoarece modificările fișierelor sunt efectuate atomic.
Windows 10 conține modificări majore ale operațiunilor Windows Update Agent; acesta nu mai permite instalarea manuală, selectivă a actualizărilor. Toate actualizările, indiferent de tip (inclusiv driverele hardware), sunt descărcate și instalate automat, iar utilizatorii au doar opțiunea de a alege dacă sistemul lor va reporni automat pentru a instala actualizările atunci când sistemul este inactiv sau dacă vor fi notificați pentru a programa o repornire. Microsoft oferă un instrument de diagnosticare care poate fi utilizat pentru a ascunde driverele de dispozitiv problematice și pentru a împiedica reinstalarea acestora, dar numai după ce au fost deja instalate, apoi dezinstalate fără a reporni sistemul.
Windows Update Agent de pe Windows 10 suportă distribuția peer-to-peer a actualizărilor; în mod implicit, lățimea de bandă a sistemelor este utilizată pentru a distribui actualizările descărcate anterior altor utilizatori, în combinație cu serverele Microsoft. Utilizatorii pot modifica opțional Windows Update pentru a efectua actualizări peer-to-peer numai în cadrul rețelei locale.
Windows 10 a introdus, de asemenea, actualizări cumulative. De exemplu, dacă Microsoft a lansat actualizările KB00001 în iulie, KB00002 în august și KB00003 în septembrie, Microsoft va lansa actualizarea cumulativă KB00004 care împachetează KB00001, KB00002 și KB00003 împreună. Instalarea KB00004 va instala, de asemenea, KB00001, KB00002 și KB00003, atenuând nevoia de reporniri multiple și reducând numărul de descărcări necesare. KB00004 poate include, de asemenea, alte remedii cu propriul număr KB care nu au fost lansate separat. Un dezavantaj al actualizărilor cumulative este că descărcarea și instalarea actualizărilor care rezolvă probleme individuale nu mai este posibilă. KB reprezintă baza de cunoștințe ca în Microsoft Knowledge Base⁠(d).

### Windows Update for Business
Windows Update for Business este un termen pentru un set de caracteristici din edițiile Pro, Enterprise și Education ale Windows 10⁠(d), menite să faciliteze administrarea Windows în cadrul organizațiilor. Aceasta permite profesioniștilor IT să:
- Comute între ramurile de lansare standard și amânată ale Windows 10⁠(d). Această caracteristică a fost eliminată deoarece Microsoft a retras ramura amânată.[32]
- Amânarea instalării automate a actualizărilor obișnuite pentru 30 de zile. Începând cu Windows 10 versiunea 20H1, această caracteristică este mai dificil de accesat.[33]
- Amânarea instalării automate a actualizărilor Windows (a.k.a. „feature updates”) pentru 365 de zile. Începând cu versiunea Windows 10 20H1, aceste actualizări nu mai sunt oferite automat.[33]

Aceste caracteristici au fost adăugate în versiunea Windows 10 1511. Acestea sunt destinate organizațiilor mari cu multe computere, astfel încât acestea să își poată grupa în mod logic computerele pentru o implementare treptată. Microsoft recomandă ca un mic grup de computere pilot să primească actualizările aproape imediat, în timp ce setul de computere cele mai critice să le primească după ce toate celelalte grupuri au făcut acest lucru și au simțit efectele lor.
Alte soluții Microsoft de gestionare a actualizărilor, precum Windows Server Update Services⁠(d) sau System Center Configuration Manager⁠(d), nu înlocuiesc Windows Update for Business. Mai degrabă, acestea forțează Windows 10 în „modul de scanare duală”. Acest lucru poate cauza confuzie pentru administratorii care nu înțeleg toate ramificațiile modului de scanare dublă.

## Software și servicii suplimentare
Pe măsură ce organizațiile au continuat să utilizeze mai multe computere, clienții Windows Update pentru fiecare sistem au început să devină greoi și insuficienți. Ca răspuns la nevoia organizațiilor de a implementa actualizări pe mai multe mașini, Microsoft a introdus Software Update Services (SUS), care ulterior a fost redenumit Windows Server Update Services⁠(d) (WSUS). O componentă a familiei de sisteme de operare Windows Server, WSUS descarcă actualizări pentru produsele Microsoft pe un Computer server pe care rulează și le redistribuie computerelor din cadrul organizației printr-o rețea locală (LAN). Unul dintre avantajele acestei metode este reducerea consumului de lățime de bandă Internet, egală cu (N-1)×S, unde N este numărul de calculatoare din organizație și S este dimensiunea făcută de actualizări. În plus, WSUS permite administratorilor să testeze actualizările pe un grup mic de calculatoare de testare înainte de a le implementa pe toate sistemele, pentru a se asigura că continuitatea activității nu este perturbată din cauza modificărilor aduse de actualizări. Pentru organizațiile foarte mari, mai multe servere WSUS pot fi înlănțuite ierarhic. Un singur server din această ierarhie descarcă de pe internet.
Pachetele de actualizare distribuite prin intermediul serviciului Windows Update pot fi descărcate individual din Microsoft Update Catalog⁠(d). Aceste actualizări pot fi instalate pe computere fără acces la internet (de exemplu, prin intermediul unei unități flash USB) sau pot fi integrate⁠(d) într-o instalare Windows. În primul caz, Windows Update Agent (wusa.exe) poate instala aceste fișiere. În al doilea caz, utilitarele de implementare Microsoft precum DISM⁠(d), WADK⁠(d) și MDT⁠(d) pot consuma aceste pachete.
Microsoft oferă System Center Configuration Manager⁠(d) pentru scenarii foarte complexe de implementare și deservire. Produsul se integrează cu toate instrumentele menționate mai sus (WSUS, DISM, WADK, MDT) pentru a automatiza procesul.

### Servicii terțe
Furnizorii independenți de software au creat o serie de instrumente care permit descărcarea automată a actualizărilor Windows pentru un sistem online sau offline sau adăugarea acestora la un sistem online sau offline. O utilizare obișnuită a actualizărilor offline este de a se asigura că un sistem este complet protejat⁠(d) împotriva vulnerabilităților securitate înainte de a fi conectat la Internet sau la o altă rețea. O a doua utilizare este că descărcările pot fi foarte mari, dar pot depinde de o conexiune de rețea lentă sau nesigură, sau aceleași actualizări pot fi necesare pentru mai multe mașini. AutoPatcher⁠(d), WSUS Offline Update, PortableUpdate și Windows Updates Downloader sunt exemple de astfel de instrumente.
Există servicii terțe pentru obținerea actualizărilor de la Windows Update pentru versiunile mai vechi de Windows. Acestea includ Legacy Update, care este un înlocuitor al serverelor Windows Update pentru versiunile nesuportate de Windows de la Windows 2000 încoace. Windows Update Restored este un alt înlocuitor al Windows Update pentru versiunile mai vechi de Windows, proiectat pentru a reproduce funcționalitatea versiunilor mai vechi de Windows Update, care include, de asemenea, actualizările vechi pentru toate versiunile Windows 9x și Windows NT 4.0.

## Servicii
La începutul anului 2005, Windows Update era accesat de aproximativ 150 de milioane de persoane, din care aproximativ 112 milioane utilizau actualizări automate. În 2008, Windows Update avea aproximativ 500 de milioane de clienți, procesa aproximativ 350 de milioane de scanări unice pe zi și menținea o medie de 1,5 milioane de conexiuni simultane la echipamentele clienților. În Patch Tuesday⁠(d), ziua în care Microsoft lansează de obicei noi actualizări software, traficul de ieșire putea depăși 500 de gigabiti pe secundă. Aproximativ 90% dintre toți clienții au utilizat actualizările automate pentru a iniția actualizările software, restul de 10% utilizând site-ul web Windows Update. Site-ul web este construit folosind ASP.NET și procesează o medie de 90.000 de cereri de pagină pe secundă.
În mod tradițional, serviciul furniza fiecare patch în propriul fișier arhivă proprietar. Ocazional, Microsoft lansa pachete de servicii care cuprindeau toate actualizările lansate pe parcursul anilor pentru un anumit produs. Cu toate acestea, începând cu Windows 10, toate patch-urile sunt livrate în pachete cumulative. La 15 august 2016, Microsoft a anunțat că, începând cu octombrie 2016, toate patch-urile viitoare pentru Windows 7 și 8.1 vor deveni cumulative ca și în cazul Windows 10. Posibilitatea de a descărca și instala actualizări individuale va fi eliminată pe măsură ce actualizările existente vor trece la acest model. Acest lucru a dus la creșterea dimensiunilor de descărcare a fiecărei actualizări lunare. O analiză realizată de Computerworld a stabilit că dimensiunea descărcării pentru Windows 7 x64 a crescut de la 119,4MB în octombrie 2016 la 203MB în octombrie 2017. Inițial, Microsoft a fost foarte vag cu privire la modificările specifice din cadrul fiecărui pachet de actualizare cumulativă. Cu toate acestea, de la începutul anului 2016, Microsoft a început să publice informații mai detaliate privind modificările specifice.
În 2011, serviciul Windows Update a fost scos din funcțiune pentru Windows 98, 98 SE, Me și NT 4.0, iar vechile actualizări pentru aceste sisteme au fost eliminate de pe serverele sale. La 3 august 2020, serviciul de actualizare a fost scos din funcțiune pentru Windows 2000, XP, Server 2003 și Vista din cauza faptului că Microsoft a renunțat la actualizările SHA-1. În 2021, vechile actualizări pentru 2000 până la Vista sunt încă disponibile pe Microsoft Update Catalog⁠(d). În aceeași zi, actualizările SHA-1 au fost întrerupte pentru versiunile mai vechi de Windows înainte de 7 și Server 2008, actualizarea Windows 7 și Server 2008 prin intermediul serviciului Windows Update a fost de asemenea afectată, însă Microsoft a furnizat patch-uri SHA-2 care au permis Windows 7 și Server 2008 să continue să primească actualizări.

### Microsoft Update
La RSA Conference⁠(d) din februarie 2005, Microsoft a anunțat prima versiune beta a Microsoft Update, un înlocuitor opțional pentru Windows Update care oferă patch-uri de securitate, service pack-uri și alte actualizări atât pentru Windows, cât și pentru alte programe Microsoft. Versiunea inițială din iunie 2005 a oferit suport pentru Microsoft Office 2003, Exchange 2003⁠(d) și SQL Server 2000, care rulează pe Windows 2000, XP și Server 2003. De-a lungul timpului, lista s-a extins pentru a include și alte produse Microsoft, precum Windows Live⁠(d), Windows Defender, Visual Studio, runtime-uri și redistribuibile, Zune Software, Virtual PC⁠(d) și Virtual Server⁠(d), CAPICOM⁠(d), Microsoft Lync⁠(d), Microsoft Expression Studio și alte produse de server. De asemenea, oferă Silverlight și Windows Media Player ca descărcări opționale, dacă sunt aplicabile sistemului de operare.

### Instrumente de actualizare în linie de comandă
Există doar o mână de instrumente de linie de comandă pentru instalarea actualizărilor Windows. Un instrument foarte comun care funcționează deja sub Windows 7 și nu are dependențe externe este, de exemplu: wuinstall.exe. Acesta poate împinge actualizările Windows către un computer (wuinstall.exe /install).

### Office Update
Office Update este un serviciu online gratuit care permite utilizatorilor să detecteze și să instaleze actualizări pentru anumite produse Microsoft Office. Serviciul original de actualizare suporta Office 2000, Office XP, Office 2003 și Office 2007.
La 1 august 2009 Microsoft a scos din uz serviciul Office Update, fuzionându-l cu Microsoft Update. Microsoft Update a acceptat toate versiunile Microsoft Office până la Office 2007 și ulterior, însă nu acceptă Office 2000.
Cu toate acestea, odată cu introducerea programului de licențiere Office 365⁠(d), Microsoft a activat din nou un serviciu separat de actualizare Office.